# Beleg van Rotterdam (1489)
Het Beleg van Rotterdam (ook wel "Blokkade van Rotterdam") vond plaats op 11 februari t/m 25 juni 1489 tijdens de Jonker Fransenoorlog, de laatste fase in de Hoekse en Kabeljauwse twisten. Het beleg kwam tot stand omdat  "Hoekse ballingen" onder Frans van Brederode op 18 november 1488 tot de Inname van Rotterdam overgingen. Er vond in de weken en maanden daarna een reeks plunderingen plaats, waardoor de landvoogd Maximiliaan van Oostenrijk genoodzaakt was naar Holland te komen om tot "heervaart" over te gaan. Besloten werd tot een beleg op afstand van Rotterdam en op de omliggende rivieren "Maas, Schie en de Lek" blokkades op te richten.

## Verloop
Op 18 januari 1489 verscheen Maximiliaan in Leiden, waar afgevaardigden van diverse steden bijeen kwamen om te overleggen over de situatie in Rotterdam. De uitkomst was dat er een belegering op de stad moest komen. In februari 1489 kwam een aanzienlijk krijgsmacht bij elkaar in Delft, waar Maximiliaan de ordes gaf aan de steden Dordrecht, Gouda, Brielle en Vlaardingen om de rivieren te bewaken en zo nodig te blokkeren voor mogelijk "Hoekse" schepen. De burger-milities of poorters van de steden Haarlem, Delft, Leiden en Amsterdam werden ingekwartierd of binnen de stadsmuren van Schiedam gebracht. Zo werd de Maas van West tot de Oostkant bezet met scheepsblokkades en op het land ook zo mogelijk alles nauw bezet en ingesloten om het Hoekse bolwerk Rotterdam moeilijk te maken. Maximiliaan liet het beleg in handen van zijn adjudanten Jan van Egmont en Maarten van Polheim.
Waarom Maximiliaan het stadje Rotterdam niet bij de stadsmuren wilde belegeren is gissen. Het is mogelijk dat hij vond dat de Hollandse steden dit probleem zelf moesten oplossen, dit deed hij in eerste instantie ook tijdens de Utrechtse oorlog (1481-83), waar hij dit ook overliet aan het voormalig gezag, maar uiteindelijk toch met een groot leger opkwam bij de muren van Utrecht. De opzet van dit beleg was een mislukking te noemen, Jonker Frans en zijn Hoekse aanhang hadden waarschijnlijk nog genoeg voedingsvoorraad om het nog weken uit te houden. Ook waren ze nog moedig genoeg om buiten de stad te gaan stropen en plunderen. Jonker Frans was zelfs van plan om op 14 februari 1489 de stad Schiedam te overrompelen, wat echter mislukte. Op 6 maart werd een succesvolle expeditie opgezet richting het Westland om de stad te bevoorraden met levensmiddelen, waarbij de Rotterdamse Hoeken de Slag bij Overschie met een overwinning weg kwamen. Eind april volgde er een overleg in Capelle voor een bestand tussen Jonker Frans en Jan van Egmont, maar de partijen kwamen er niet uit. Kort daarna deden de Rotterdammers opnieuw een poging tot inname van Schiedam, wat opnieuw mislukte. Op 11 mei 1489 werd een bestand gesloten van drie maanden in Bodegraven, echter hield veldoverste Jan van Egmont zich niet aan dit verbond door op 2 juni 1489 Rotterdam aan te vallen, wat de Hoeken wisten af te slaan.
Na zes maanden begon er toch steeds meer weerstand te ontstaan, zo gingen diverse afgevaardigden van steden bij Maarten van Polheim in Gouda klagen dat er rekeningen niet konden worden betaald en veel werk bleef liggen in de steden en dat de akkers geploegd en bezaaid moesten worden en dit allemaal niet gedaan kon worden door afwezige mensen die in krijgsdienst waren. Ook in Rotterdam gingen burgers smeken bij Jonker Frans van Brederode om tot overgave te gaan, dit vanwege de hongersnood in de stad. Van Brederode besloot het "verdrag van Capelle" te tekenen met Van Polheim op 19 juni 1489. Kort daarna kwam Jan III van Egmont met circa 600 krijgsmannen Rotterdam binnen en vertrok Frans van Brederode rond dezelfde tijd met zijn schepen via de Maas naar de stad Sluis .